# Aaaaba
Aaaaba (лат.) — род жуков-златок из подсемейства Agrilinae. Два известных вида обитают на восточном побережье Австралии. Для обозначения этого рода использовались названия Alcinous и Aaaba, оказавшиеся младшими омонимами названий родов соответственно морских пауков и обыкновенных губок.

## Классификация
В род включают 2 вида:
- Aaaaba nodosus (Deyrolle, 1864)typus
- Aaaaba fossicollis (Kerremans, 1903)